# Gianni Vermeersch
Gianni Vermeersch (* 19. November 1992 in Roeselare) ist ein belgischer Radrennfahrer.

## Karriere
Gianni Vermeersch begann seine internationale Karriere 2011 bei dem belgischen Team BKCP-Powerplus. In der U23-Klasse belegte er im Cyclocross Weltcup 2012/13 und 2013/14 jeweils den vierten Platz in der Gesamtwertung. Bei der Europameisterschaft 2013 gewann er im U23-Rennen die Bronzemedaille. In der Eliteklasse wurde er bei der Cyclocross-Weltmeisterschaft 2015 Siebter, im Jahr 2017 belegte er den achten Platz und 2019 wurde er Zehnter. Außerdem konnte Vermeersch bisher drei Crossrennen in Iowa City und Ardooie gewinnen.
Auf der Straße gewann Gianni Vermeersch 2017 das niederländische Eintagesrennen Slag om Norg. Im Jahr 2019 gewann er mit seinem Team Corendon-Circus das Mannschaftszeitfahren der Tour Alsace. 2020 war er bei dem belgischen Eintagesrennen Antwerp Port Epic erfolgreich. Bei dem UCI-WorldTour-Rennen Strade Bianche, welches sein Teamkollege Mathieu van der Poel für sich entscheiden konnte, belegte Vermeersch 2021 den 14. Platz
Im Jahr 2022 wurde er bei den ersten UCI-Gravel-Weltmeisterschaften Titelträger.

## Familie
Gianni Vermeersch' Vater Stefaan Vermeersch war ebenfalls Radrennfahrer. Er konnte unter anderem dreimal den Kattekoers gewinnen.

## Erfolge

### Gravel
2022
- Weltmeister

### Cyclocross
2013/2014
- Europameisterschaft (U23)

2017/2018
- Jingle Cross #2, Iowa City

2019/2020
- Jingle Cross #2, Iowa City
- Kermiscross, Ardooie

### Straße
2017
- Slag om Norg

2019
- Mannschaftszeitfahren Tour Alsace

2020
- Antwerp Port Epic

## Wichtige Platzierungen
| Grand Tour            | 2019 | 2020 | 2021 | 2022 | 2023 | 2024 | 2025 |
| --------------------- | ---- | ---- | ---- | ---- | ---- | ---- | ---- |
| Giro d’ItaliaGiro     | –    | –    | 87   | –    | –    | –    | –    |
| Tour de FranceTour    | –    | –    | –    | –    | –    | 107  | 103  |
| Vuelta a EspañaVuelta | –    | –    | –    | 82   | –    | –    |      |

| Monument                 | 2019 | 2020 | 2021 | 2022 | 2023 | 2024 |
| ------------------------ | ---- | ---- | ---- | ---- | ---- | ---- |
| Mailand–Sanremo          | –    | –    | 24   | –    | 81   | 57   |
| Flandern-Rundfahrt       | 69   | DNF  | 7    | 40   | 30   | 23   |
| Paris–Roubaix            | –    | –    | 15   | 58   | 11   | 6    |
| Lüttich–Bastogne–Lüttich | –    | –    | –    | –    | –    | –    |
| Lombardei-Rundfahrt      | –    | –    | –    | –    | –    |      |